# ECos (sistema operacional)
eCos (embedded configurable operating system) é um sistema operacional de tempo-real de código aberto, proposto para sistemas embarcados e aplicações que precisam executar um processo com múltiplas threads. 
Foi modelado para ser adaptável para necessidades diferentes, de hardware e tempo de execução. É implementado usando C e C++. Tem camadas de compatibilidade para o padrão POSIX e µITRON. Protegido pela licença GPL, podendo ser melhorando a adaptado em diferentes contextos de uso.